# Deutsche Ringermeisterschaften 1922
Die 14. Deutschen Ringermeisterschaften wurden 1922 in Berlin ausgetragen.

## Ergebnisse

### Bantamgewicht
| Platz | Sportler               | Stadt/Verein        |
| ----- | ---------------------- | ------------------- |
| 1     | Adolf Herschmann (AUT) | Wien                |
| 2     | Richard Fabrowski      | Berlin              |
| 3     | Georg Gerstacker       | ASC Sandow Nürnberg |

### Federgewicht
| Platz | Sportler            | Stadt/Verein |
| ----- | ------------------- | ------------ |
| 1     | Alfred Struwe       | Berlin       |
| 2     | Gustav Boukal (AUT) | Wien         |
| 3     | Karl Müller         | Mainz        |

### Leichtgewicht
| Platz | Sportler       | Stadt/Verein |
| ----- | -------------- | ------------ |
| 1     | Bruno Heckel   | Auerbach     |
| 2     | Jakob Rupp     | Oggersheim   |
| 3     | E. Scharmacher | Berlin       |

### Mittelgewicht
| Platz | Sportler             | Stadt/Verein |
| ----- | -------------------- | ------------ |
| 1     | Viktor Fischer (AUT) | Köln         |
| 2     | Fritz Bräun          | Fürth        |
| 3     | Fritz Eichblatt      | Mainz        |

### Halbschwergewicht
| Platz | Sportler             | Stadt/Verein  |
| ----- | -------------------- | ------------- |
| 1     | Wilhelm Knöpfle      | Untertürkheim |
| 2     | Karl Müller          | Bruchsal      |
| 3     | Rudolf Pereles (AUT) | Wien          |

### Schwergewicht
| Platz | Sportler    | Stadt/Verein   |
| ----- | ----------- | -------------- |
| 1     | Karl Döppel | SC Nürnberg 04 |
| 2     | Fritz Ewert | Gleiwitz       |
| 3     | Hans Mohr   | ASV Hof        |

## Deutsche Mannschaftsmeister 1922
Zum ersten Mal wurde auch eine deutsche Mannschaftsmeisterschaft im Ringen ausgetragen. Die SpVgg Berlin-Ost gewann im Finale gegen den SC Nürnberg 04 mit folgender Mannschaft: Gundlach, Rutkowski, Schalnat, Wache, Falkner und Förster.